# Ото V (Шайерн)
Вижте пояснителната страница за други личности с името Ото V.
Ото V или Ото IV (на немски: Otto V. von Scheyern или Otto IV. von Scheyern; * 1083/1084, † 4 август 1156) от фамилията Вителсбахи, е граф на Шайерн и пфалцграф на Бавария.

## Живот
Син е на Екехардт I († 1091) и Рихгарда от Крайна-Орламюнде, най-възрастната дъщеря на маркграф Удалрих I (или Улрих) от Карниола-Орламюнде и на София Унгарска, дъщеря на крал Бела I.
Той управлява като фогт Шайерн, Гайзенфелд, Кюнбах, Ст. Улрих и Фрайзинг. От 1115 г. е граф на Вителсбах, където измества резиденцията на фамилията от замъка Шайерн в Замък Вителсбах близо до Айхах. Така той дава името на владетелската фамилия.
През 1116 г. Ото получава пфалцграфството в Бавария. През 1119 г. получава наследство на Нордгау. През 1121 г. той става фогт (Vogt) на Енсдорф и Индерсдорф.

## Фамилия
Ото се жени преди 13 юли 1116 г. за Хейлика от Ленгенфелд (* 1103; † 14 септември 1170), дъщеря на граф Фридрих III фон Ленгенфелд († 1119) и Хейлика от Швабия († сл. 1110), която е дъщеря на Агнес от Вайблинген († 1143), втората дъщеря на император Хайнрих IV и Берта Савойска. Двамата имат осем деца:
- Херман
- Ото I, херцог на Бавария
- Конрад I († 1200), кардинал
- Фридрих II († 1198/99), ∞ 1184 дъщеря на граф Манголд от (Донау)вьорт
- Удалрих († 29 май след 1179)
- Хедвиг (* 1117, † 16 юли 1174), ∞ 1135 г. за Бертхолд V (* 1112, † 14 декември 1188), по-късно херцог на Мерания и маркграф на Истрия-Крайна
- Ото VII († 1189), ∞ Бенедикта von Донаувьорт, дъщеря на граф граф Манголд от (Донау)вьорт
- дъщеря ∞ граф Ото от Волфратсхаузен
- Аделхайд (* ок. 1150), ∞ Ото II фон Щефлинг († 1175)